# 菲利尼亚诺
菲利尼亚诺（義大利語：Filignano），是意大利伊塞尔尼亚省的一个市镇。总面积31平方公里，人口729人，人口密度23.5人/平方公里（2009年）。ISTAT代码为094019。